# Benin Golf Air
Benin Golf Air (mã IATA = A8, mã ICAO = BGL) là hãng hàng không trụ sở ở Cotonou, (Bénin). Hãng có căn cứ chính ở Sân bay Cadjehoun.

## Lịch sử
Benin Golf Air được thành lập và bắt đầu hoạt động từ năm 2002. Hiện nay hãng có các tuyến bay tới 12 điểm trong vùng Tây Phi.

## Các nơi đến
(Tháng 9/2007):
- Bénin

- Cotonou

- Cameroon

- Douala

- Cộng hòa Congo

- Brazzaville
- Pointe-Noire

- Cộng hòa Dân chủ Congo

- Kinshasa

- Cộng hòa Trung Phi

- Bangui

- Côte d'Ivoire

- Abidjan

- Gabon

- Libreville

- Guinea

- Conakry

- Guinea Xích Đạo

- Malabo

- Mali

- Bamako

- Togo

- Lomé

## Đội máy bay
(Ngày 19/6/2008):
- 1 Boeing 727-200F
- 2 Boeing 737-200

Tuổi trung bình các máy bay của Benin Golf Air tính tới ngày 9.6.2008 là 27,4 năm ()